# Ksar
Ksar (arabsko قصر, latinizirano: qṣar, v množini ksour ali qsour (arabsko قصور, latinizirano: qṣur; Srednji Atlas tamazightsko vⴰⵖⵔⵎ - Aɣrem) so tradicionalne, podeželske utrjene naselbine ali gradovi Berberov v Magrebu, to je v državah Maroko, Alžirija, Tunizija, Libija in Mavretanija.

## Pomen besede
Arabska beseda qasr (قَصَر) pomeni grad ali kraljeva palača. Španski izraz Alcazar (»trdnjava«) z aglutiniranim arabskim členkom al- izhaja iz al-qasr. Ime al-qasr izhaja iz latinskega castrum, izraza, ki sprva pomeni (poljski) tabor, vendar se prevaja tudi kot grad ali trdnjava.
Izraz Kazba, ki izhaja iz arabsko قَـصَـبَـة, latinizirano: qaṣaba, dob. 'trdnjava', se prvotno nanaša na trdnjavo, ki se uporablja izključno v vojaške namene po vsem Magrebu. Ta je lahko znotraj ali zunaj mest in se je pogosto uporabljala za boljši nadzor prebivalstva. Uporaba izraza Kazba za celotne dele mesta, kjer so živeli vojaški in sodni uradniki ter njihove družine, je kasnejši razvoj pomena. Špansko ime Alcazaba izhaja iz tega izraza.

## Funkcija
Med zgodnjo islamsko ekspanzijo (Futūḥ) je ksar pomenil vojaški tabor. Poznejši ksur je služil kot zatočišče za prebivalce bližnjih naselbin ali za zaščito blaga, odloženega v številnih skladiščih (ghorfa), pred napadi sovražnih sosednjih vasi ali plenilskih nomadskih plemen.

## Arhitektura
Ksurji Magreba so zasnovani zelo različno - odvisno od njihove lokacije, njihove funkcije, podnebja in/ali regionalno dostopnih gradbenih materialov (kamen, glina):

### Tunizija
Tipični tunizijski ksar - katerega arhitekturna zasnova včasih spominja na rimske amfiteatre (npr. El Džem) - je običajno zgrajen iz majhnih kamnov in nekaj zemlje kot malte in ima običajno samo en vhod. Zunanje stene skladiščnih komor (ghorfa) tvorijo sklenjeno zunanjo steno, ki je bila v mnogih primerih ometana z ilovico (v 20. stoletju včasih s cementno malto). V notranjosti je velik odprt prostor - ovalen ali pravokoten - okoli katerega so združeni skladiščni prostori, razporejeni v dveh ali več nadstropjih eden nad drugim.
Enotna, zaprta konstrukcija južnega tunizijskega ksurja nakazuje, da so temeljili na komunalnem načrtovanju, ki je upoštevalo prihodnjo širitev, saj so z naraščanjem prebivalstva in posledično večjo potrebo po skladiščnih komorah te lahko ali morali postaviti na vrh obstoječih. Vendar je osnovna arhitekturna struktura ksar v takih primerih ostala nespremenjena.
Ksur v južni Tuniziji in zahodni Libiji so pogosto ob karavanskih poteh skozi Saharo in so služili kot skladiščni gradovi (prim. Agadire), trgovska središča in včasih verska središča. Praviloma so bili nenaseljeni in jih je – glede na ogroženost – varoval le en ali več stražarjev. Tipični primeri arhitekture ksar v nižinah so ksur v ali blizu Medenina.
Podobne strukture je mogoče najti v gorskih predelih južne Tunizije - zlasti v gorovju Dahar (npr. v Ksar Haddada ali v Ksar Ouled Soltane). Obstajajo pa tudi bolj ali manj utrjene gorske vasi, zgrajene iz kamna in prej naseljene vse leto, ki jih imenujemo tudi Ksar (npr. Guermessa, Chenini ali Douiret). Po svoji zapleteni arhitekturi, ki se je razvijala skozi stoletja, se bistveno razlikujejo od Ksurja v nižinah. Edina stvar, ki imata obe zelo različni obliki skupnega, je obrambni značaj.

### Libija
Na zahodu Libije je ostalo le še nekaj ksurjev - večinoma zgrajenih na visokih skalnih osamelcih (npr. Qasr Bou Neran, Qasr el-Haddž, Kabav/Cabao), katerih funkcije in arhitekturna zasnova so primerljivi s tistimi na jugu Tunizije. Ksar iz Naluta se od drugih razlikuje po tem, da je bil v njegovo notranjost naknadno vgrajen še en ovalni obroč s skladiščnimi komorami, tako da je – tako kot pri maroških Agadirjih – ostal le ozek hodnik z ghorfami na obeh straneh.

### Alžirija
Večina alžirskih skladiščnih gradov je izginila. Ohranjeni primer je Ksar Draa severno od oaze mesta Timimoun, ki je bil verjetno zgrajen šele v 16. ali 17. stoletju iz lomljenega kamna in prekrit s tanko plastjo gline.

### Maroko
V Maroku se izraz ksar nanaša na dobro utrjeno, stalno naseljeno vas, ki je lahko sestavljena iz več stanovanjskih utrdb (Tighremt), od katerih so nekateri ugnezdeni drug v drugega (npr. Ksar Ait-Ben-Hadu) ali - v nekaj primerih - obdan s sklenjenim obročem zidov (npr. Tizourgane ali Aït Kine, Antiatlas).
Enotno načrtovanje maroškega ksarja je mogoče najti le v ksarju, ki so ga zgradili Alavidi na območju Rissanija (Ksar Abouam, Ksar Abar itd.). V podeželskem ksarju v Maroku je bil s kolektivnim delom zgrajen le stenski obroč - ki je redko prisoten ali ohranjen. Neutrjene vasi v Maroku se običajno imenujejo douar (npr. Amtoudi).
Ob cesti od Agdza do Zagore se vrstijo številni bolj ali manj dobro ohranjeni ali obnovljeni ksarji (npr. Ksar Tamezmoute, Ksar Tansikht ali Ksar Oulad Othmane).

### Mavretanija
Mavretanski ksur so bolj kamnita naselja (trgovska središča), ki so se skozi stoletja razvila v majhna mesta. UNESCO je mavretanski Ksur Ouadane, Chinguetti, Tichitt in Oualata razglasil za svetovno dediščino.

### Trenutno stanje
Zaradi modernizacije življenjskih pogojev in pacifikacije berberskih plemen so vsi ksurji v Magrebu postali nefunkcionalni. Poleg tega je prisotno pomanjkanje padavin in stalna selitev prebivalstva v mesta. Zato so skoraj vsi obstoječi ksurji v slabem stanju in propadajo. Preživetje te arhitekture, tako značilne za kulturno zgodovino Berberov - ki ni nikjer zapisana - bo verjetno možno le kot turistična atrakcija ali kot filmska kulisa. Številni prizori v filmu Vojna zvezd: Epizoda I – Fantomska grožnja so bili posneti v ksurju v južni Tuniziji (Ksar Haddada in Chenini).